# Eric López
Eric López (La Habana, Cuba, 29 de diciembre de 1972) es un gimnasta artístico cubano, especialista en la prueba de barras paralelas, con la que ha llegado a ser subcampeón mundial en 2001.

## Carrera deportiva
En el Mundial celebrado en Gante (Bélgica) en 2001 gana la plata en la prueba de barras paralelas, tras el estadounidense Sean Townsend y delante del bielorruso Ivan Ivankov (bronce).